# Selo de Herança do Reino
O Selo de Herança do Reino (chinês tradicional: 傳國玉璽, chinês simplificado: 传国玉玺, pinyin: chuán guó yù xǐ), também conhecido como Selo Imperial da China, foi um selo de jade chinês alegadamente esculpido de Heshibi, uma peça sagrada de jade. O Selo foi criado em 221 A.C., pouco depois de Qin Shi Huang unificar a China e estabelecer a dinastia Qin, a primeira dinastia imperial da China. O Selo de Herança serviu como o selo imperial chinês pelo milénio seguinte da história chinesa, e a sua posse era vista como um símbolo físico do Mandato do Céu.
O Selo de Herança foi perdido por volta do fim da dinastia Tang (618-907) ou durante o período das Cinco Dinastias e dos Dez Reinos (907-960). 

## Criação
Em 221 A.C., o Selo foi criado quando Qin Shihuang destruiu o resto dos Estados Combatentes e uniu a China sob a dinastia Qin. Heshibi era um famoso pedaço de pedra de jade que anteriormente pertenceu ao estado Chao. Passando para as mãos do novo Imperador da China, ele mandou que o tornassem no seu selo Imperial. As palavras "Tendo recebido o Mandato do Céu, poderá (o imperador) levar uma longa e próspera vida." (受命於天, 既壽永昌) foram escritas pelo Primeiro Ministro Li Si, e esculpidas no selo por Shun Shou.
O Selo foi esculpido de jade porque, na China antiga, jade era simbólico de beleza interior dentro de humanos. Muitos túmulos e enterros da China antiga continham jade decorativa, incluindo um fato de enterro de jade desenterrado em 1968 que pertencia a um príncipe Han, Liu Sheng. Durante a dinastia Han, os chineses associavam jade com imortalidade ao ponto de alguns indivíduos tentarem beber jade em forma líquida para ganhar vida eterna. Esta associação complementa ainda mais a ideia do Mandato do Céu e o porquê do Selo ser esculpido em jade, o material mais valioso da China por milhares de anos.
O Romance dos Três Reinos diz que Liu Bang, que se tornou no primeiro imperador Han, viu um fenghuang sentado numa pedra e presenteou a pedra a Xiang Yu, o rei de Chu, que separou a pedra em dois com a sua espada e encontrou a jade com a qual o selo era esculpido.

## Dinastia Han e o período dos Três Reinos
Na morte do segundo Imperador de Qin, o seu sucessor Ziying ofereceu o Selo ao novo imperador da dinastia Han, o qual ficou conhecido como o "Selo Han de Herança do Reino". No final da dinastia Han Ocidental em 9 A.D., Wang Mang, o usurpador, forçou a viúva imperadora Han a passar-lhe o Selo. A imperadora, com raiva, atirou o Selo ao chão, partindo um canto. Mais tarde, Wang Mang ordenou que o canto fosse restaurado com ouro.
O Selo foi passado mesmo quando as dinastias subiram e caíram. Foi visto como um aparelho legitimador, sinalizando o Mandato do Céu. Durante períodos conturbados, como o período dos Três Reinos, o Selo tornou-se o objeto de rivalidade e conflito armado. Regimes que possuíam o selo declaravam-se, e frequentemente eram considerados historicamente, como legítimos. No final da dinastia Han no 3º século AD, o General Sun Jian encontrou o Selo Imperial quando as suas forças ocuparam a capital imperial evacuada Han, Luoyang, no curso da campanha contra Dong Zhuo, dando-o ao seu chefe, Yuan Shu. O Romance dos Três Reinos diz que um dos homens de Sun Jian o traiu e falou do Selo ao líder da coligação, Yuan Shao, que lhe pediu pelo selo, mas Sun Jian recusou. Ele prometeu que se tivesse o Selo, ele poderia ter uma morte violenta, e foi para sua casa. No entanto, Yuan Shao disse a Liu Bao para bloquear-lhe o caminho; Liu Bao fez-lo, embora ele fosse incapaz de derrotar Suan Jian. Isto começou uma rivalidade entre eles, e Sun Jian, segundo o seu juramento, morreu uma morte violenta numa emboscada enquanto lutava com Liu Bao mais tarde. O filho de Sun Juan, Sun Ce, herdou o Selo e deu-o a Yuan Shu para que ele lhe emprestasse tropas para vingar o seu tio, que tinha estado a lutar com Lu Kang.
Yuan Shu declarou-se então imperador sob a dinastia Zhong que durou pouco tempo em 197. Este ato enfureceu Cao Cao e Liu Bei, levando a várias derrotas pesadas por cada exército. Os outros senhores de guerra, mesmo depois de terem sido emitidos com um decreto imperial, recusaram ajudar Cao Cao e Liu Bei em derrotar Yuan Shu. Quando Yuan Shu foi derrotado em 199 por Liu Bei, o Selo chegou às mãos de Cao Cao, cujo filho Cao Pi proclamou a dinastia Wei como o estado sucessor legítimo a Han em 220. O Selo continuou nas mãos dos imperadores da dinastia Wei até o último imperador Cao Huan ser forçado a abdicar em favor de Sima Yan, passando o Selo de Cao para Sima e estabelecendo a dinastia Jin em 265.

## Perda
O Selo passou pela dinastia Cao Wei, Dinastia Jin, período dos Dezasseis Reinos, período das Dinastias do Norte e do Sul, Dinastia Sui e Dinastia Tang, mas perdeu-se na história no Período das Cinco Dinastias e dos Dez Reinos (907-960).
O destino do Selo durante e depois do período das Cinco Dinastias e Dez Reinos não é conhecido. Três teorias existem de quando, e como, foi perdido:
1. Em 937, no final de Tang, quando o seu último imperador (Li Congke) morreu de autoimolação.
2. Em 946, quando o Imperador Taizong de Liao capturou o último imperador do estado Jin.
3. O Selo chegou às mãos dos imperadores de Yuan.

"Selo do Imperador do Grande Ming" (大明皇帝之寶; Dà Míng huángdì zhī bǎo)

Quando os exército Ming capturaram a capital Yuan em 1369, capturaram só um dos onze selos pessoais dos imperadores Yuan. O Selo de Herança do Reino não foi encontrado, os exércitos Ming invadiram a dinastia Yuan do Norte e capturaram alguns tesouros trazidos pelo imperador Yuan que se retirava. No entanto, mais uma vez o Selo de Herança do Reino não foi encontrado. No começo da Dinastia Ming, era conhecido que o Selo estava perdido. Nem as dinastias Ming nem Qing o possuiam. Reduzindo o significado do Selo perdido explica em parte a obsessão dos imperadores Qing com criar múltiplos selos imperiais — a Cidade Proibida em Pequim uma coleção de 25 selos dedicados ao uso oficial do imperador.

"Grande Selo do Grande Império Qing", um dos selos 'modernos' criados pela corte Qing em 1909–1911.

No início do século 20, como o Império Qing seguia reformas para modernizar o seu sistema de governo, uma série de selos oficiais foram criados para uso nos documentos e instrumentos do governo imperial. Embora quadrados em forma seguindo o design tradicional, as marca do selo eram feitas em madeira, em imitação dos governos ocidentais precedentes e, ao contrário dos selos imperiais Qing anteriores que eram bilingue (chinês e manchu), tinha apenas texto chinês.Quatro selos tinham esculpido: "O Selo do Grande Qing" (大清國寶), "O Selo do Grande Imperador Qing" (大清皇帝之寶), "O Grande Selo do Grande Império Qing" (大清帝國之璽), e "O Selo do Imperador do Grande Império Qing" (大清帝國皇帝之寶). Destes, o Grande Selo do Grande Império Qing representava o "substituto" oficial e moderno para o Selo de Herança perdido. Os selos estão na coleção do Museu do Palácio em Pequim, e nenhum mostra sinais de uso. Depois da queda do Império Qing em 1912, o governo da República da China também adotou um conjunto de selos oficiais quadrados. A República Popular da China inicialmente adotou um selo quadrado semelhante, mas caiu em desuso por 1954.
Vários selos têm sido reivindicados como o Selo de Herança perdido, mas nenhum se manteve sob escrutínio. Em pelo menos um caso, o selo em questão foi descoberto ser um selo pessoal de um imperador, invés do Selo de Herança Imperial.